# François Cautaerts
François Cautaerts, né en 1810 à Bruxelles et mort en 1881 dans la même ville, est un peintre belge du xixe siècle. Il réalise plusieurs tableaux à caractère historique et religieux.

## Biographie
Né en 1810 à Bruxelles, François Cautaerts expose en 1836 dans cette ville Le Fumeur. 
Il meurt en 1881 dans sa ville natale.

## Œuvres
- Le fumeur de pipe (nl) (musée Bruges)[3]
- Le Christ et les pharisiens[3]
- Orion enlevé par l'Aurore', Bruxelles, 1833[3]
- Une sainte famille, Anvers, 1834[3]
- Milton dictant son paradis perdu à une de ses filles[4],[2]
- La fiancée, Bruxelles, 1836[4]
- Johanna Gray
- Les joueurs de cartes
- L'homme vif
- Vesalius offrant son "Anatomie" à Charles V[2]
- Vendeur de bonbons[2]
- Dame de la maison[2]